# Димитриос Местенеас
Димитриос Местенеас (на гръцки: Δημήτριος Μεσθενέας) е гръцки печатар и революционер, участник в Гръцката война за независимост.

## Биография
Димитриос Местенеас е роден в Солун в средата на XVIII век. Произлиза от стар и благороден солунски род и истинското му име е Местанес (Μεστανές) или Местенес (Μεστενές). В септември 1820 година той е арестуван и хвърлен в Солунския затвор от османските власти за учене на деца на нелегалните революционни песни на Ригас Фереос. При началото на гръцката революция през 1821 г. той успява да се добере до епицентъра на въстанието в южните гръцки земи и да участва във военните действия. В 1823 година той се споменава в исторически документи на революцията. По това време той вече е архаизирал фамилията си на Местенеас. През есента на 1823 година е в Месолонги и участва в отбраната при втората обсада. През октомври 1824 година по негова покана в града идва родственикът му Георгиос Кирякис, братовчед на датския консул в Солун Емануил Кирякис. В Месолонги Местенеас се срещна с британския полковник и филелин Лестър Станхоуп, който го препоръчва на швейцарския филелин и демократ Йохан Якоб Майер. С печатарско оборудване, доставено от Станхоуп, Местенеас, имащ опит като печатар и с помощта на 3-5 печатарски работници, започва да печата вестник „Елиника Хроника“ (Ελληνικά Χρονικά). Майер става негов редактор. Първият вестник на Революционна Гърция е издаден в Каламата от Теоклитос Фармакидис в август 1821 година, но излизат само три броя - на 1, 5 и 20 август. Затова в Гърция е прието да се смята, че първият вестник на революцията е „Елиника Хроника“, излизащ с прекъсвания поради обсадата от 1 януари 1824 до 20 февруари 1826 година. В 1825 г. във вестника е публикуван за пръв път Химнът на свободата на Дионисиос Соломос, чиито първи стихове по-късно стават Национален химн на Гърция. Местенеас загива заедно с Майер при пробива на защитниците на Месолонги в нощта на 10 срещу 11 април 1826 година.